# Cotillas
Cotillas község Spanyolországban, Albacete tartományban. Lakosainak száma 126 fő (2024).

## Földrajza
Cotillas Villaverde de Guadalimar, Vianos, Riópar és Siles községekkel határos.

## Népesség
A település lakosságának változását az alábbi diagram mutatja:
| Lakosok száma | 193  | 169  | 164  | 161  | 161  | 139  | 139  | 123  | 134  | 126  |
|               | 2001 | 2004 | 2006 | 2009 | 2011 | 2014 | 2016 | 2019 | 2021 | 2024 |